# Leonard Peskett
Leonard Peskett, OBE (1861 – 1924) foi o principal arquiteto naval da companhia de transporte marítimo Cunard Line, e o designer dos principais navios de passageiros da empresa: RMS Mauretania, RMS Lusitania, RMS Aquitania e RMS Carmania.
Peskett veio para a Cunard em 1884, procedente dos estaleiros H.M. Dockyard, onde trabalhou como aprendiz. Permaneceu na Cunard até sua morte em 1924.
Ele foi o autor do artigo "O design dos navios a vapor do ponto de vista do proprietário" ("The design of steamships from the owner's point of view"), publicado em Transactions of the Institution of Naval Architects, Londres, 1914.